# Przeździecki-Palast (Foksal)

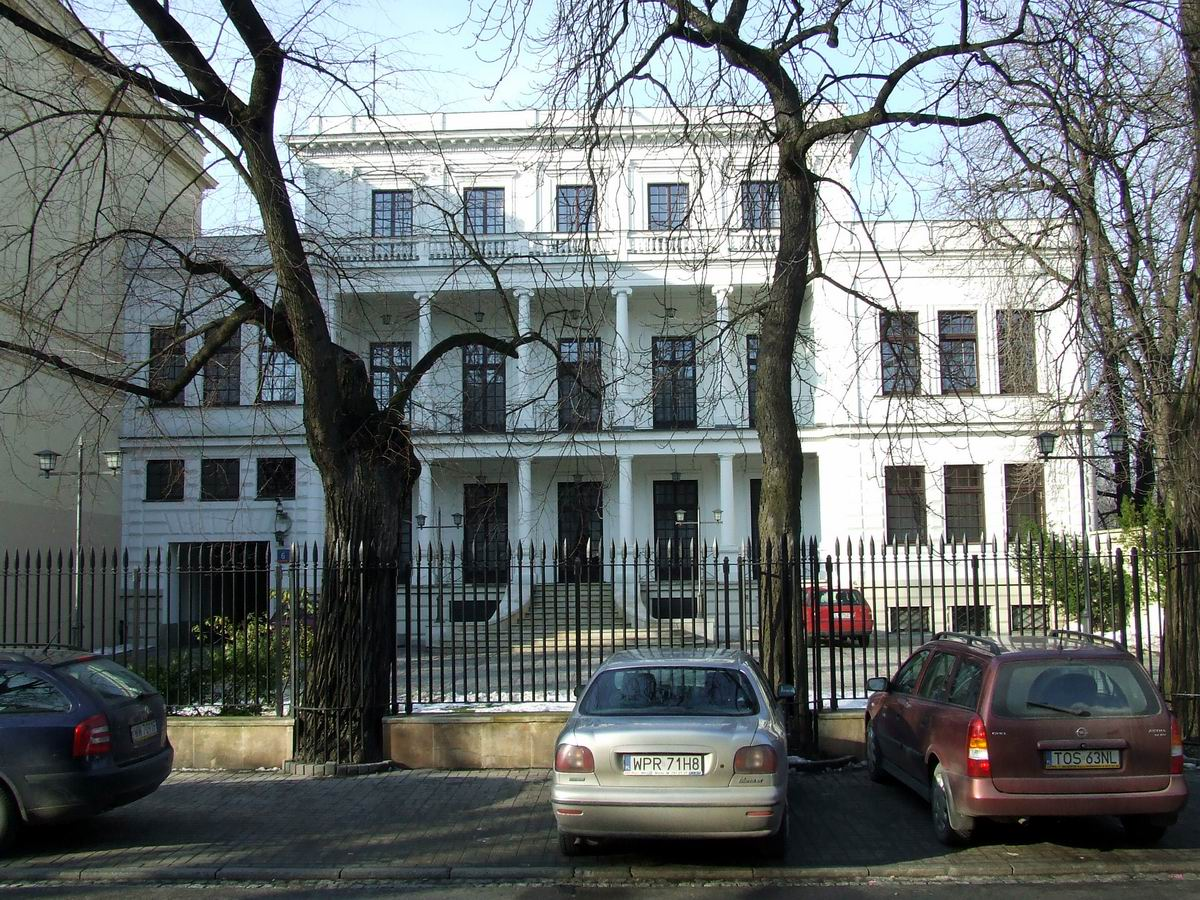
Die der Ulica Foksal zugewandte Fassade des Palastes. In dem links angrenzenden Gebäude, dass – anders als der Palast – in der Bebauungsflucht der Straße liegt (Nr. 8) befindet sich eine Kirche der Siebenten-Tags-Adventisten in Polen

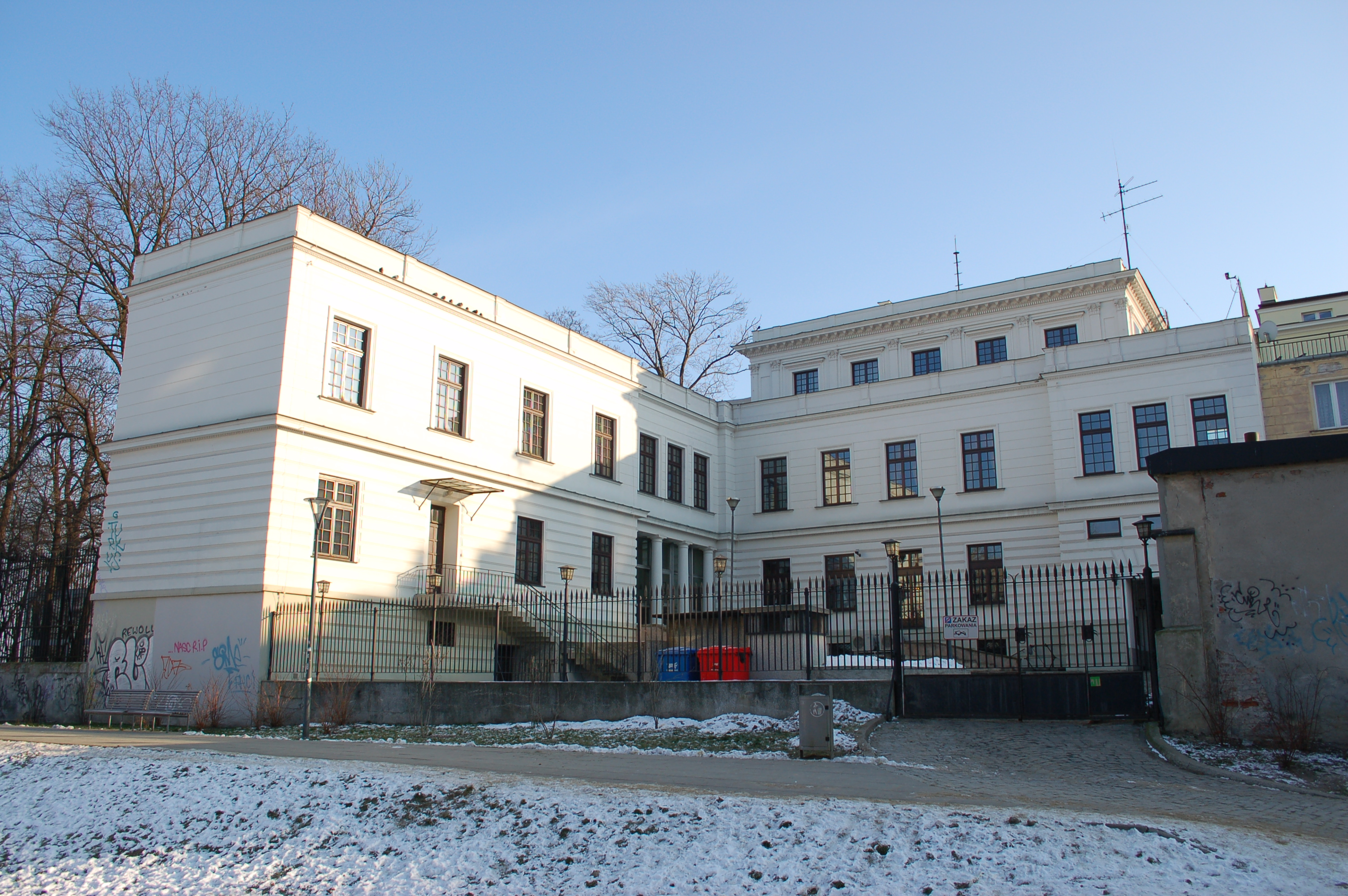
Die Rückseite des Palastes; links der angebaute Flügel, der bis zum Zweiten Weltkrieg die Bibliothek enthielt

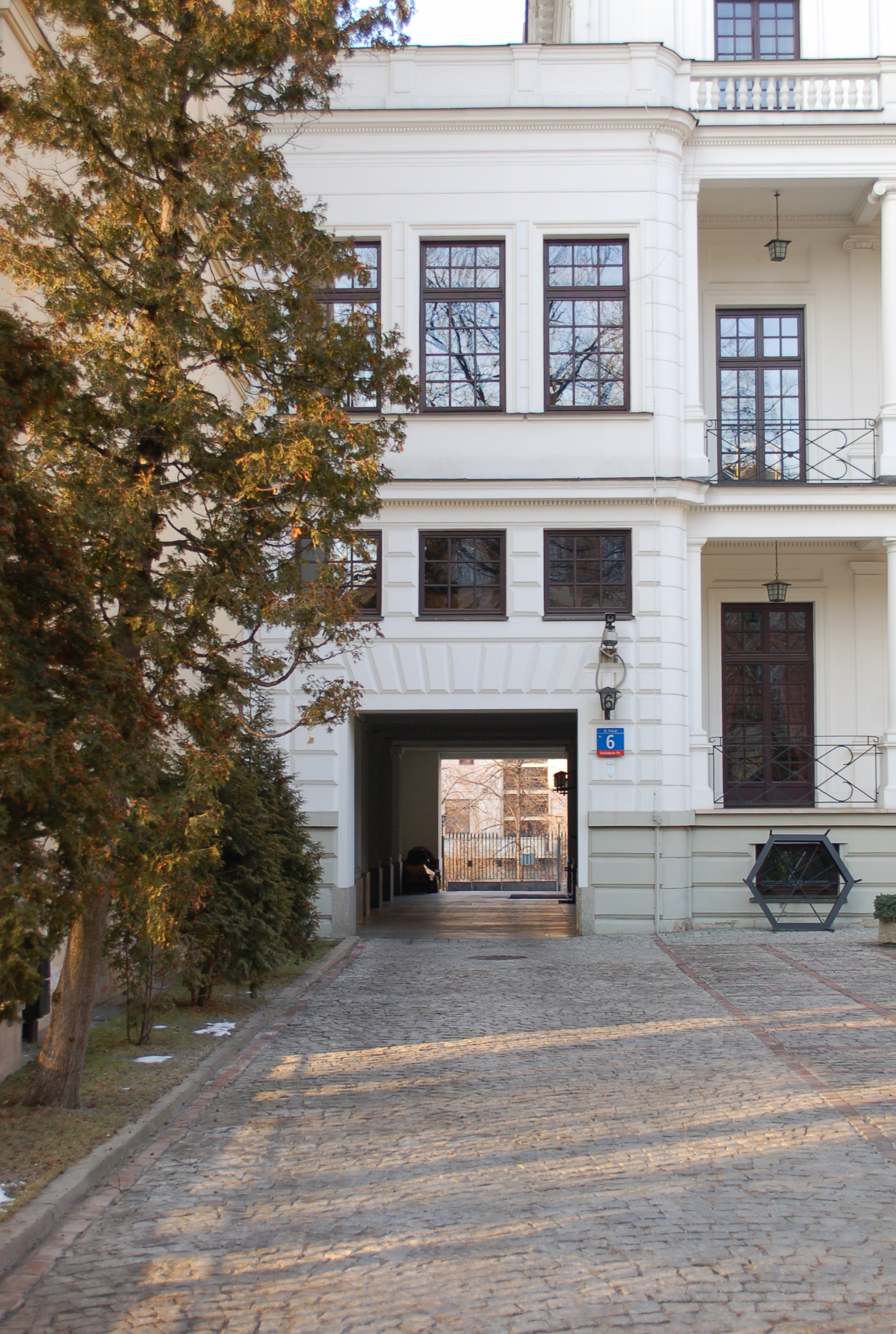
Die Durchfahrt zum Hinterhof auf der linken Seite des Gebäudes

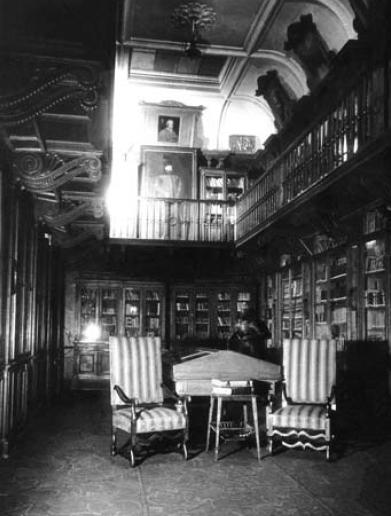
Die Bibliothek des Palastes vor Ausbruch des Zweiten Weltkriegs

Der Przeździecki-Palast (auch als Palais des Polnischen Außenministeriums bekannt; polnisch: Pałac Przeździeckich bzw. Pałacyk MSZ) in der Warschauer Ulica Foksal 6, ist eine ehemalige Residenz und Privatbibliothek, die heute vom polnischen Außenministerium genutzt wird. Das Gebäude stammt aus dem ausgehenden 19. Jahrhundert. Direkt ostwärts grenzt an den Palast das Parkgrundstück des Zamoyski-Palastes an. Gegenüber an der ul. Foksal liegt der Wołowski-Palast.
Die Przeździecki-Residenz in der ul. Foksal ist nicht mit einem anderen Palast in der Ulica Kościelna 12 (Warschauer Neustadt) zu verwechseln, in dem sich heute das Hotel Le Regina befindet, und das sich früher ebenfalls im Besitz der Familie Przeździecki befand.

## Geschichte
Der Palast wurde in den Jahren 1878 und 1879 nach einem Entwurf von Marceli Berendt im Neorenaissance-Stil für den Grafen Konstanty Przeździecki errichtet, der hier mit seiner Familie lebte. Von 1891 bis 1892 wurde das Gebäude um einen von Józef Huss projektierten Flügelanbau, der sich nach Norden bis zur Ulica Szczyglej erstreckt, erweitert.

### Przeździecki-Bibliothek
In diesem Flügel wurde die Bibliothek der Familie Przeździecki (Biblioteka Ordynacji Przeździeckich), die sich bis dahin im Walicki-Palast in der Ulica Rymarska 2 befunden hatte, eingerichtet. Der Gesamtbestand dieser bedeutenden Bibliothek umfasste rund 60.000 erfasste Bücher, 500 Handschriften, 800 Pergament- und Papierdokumente und Diplome sowie eine kartographische Sammlung bestehend aus etwa 350 Atlanten und Karten. Daneben war auch die vorhandene Kunstsammlung bedeutend. Die bestand aus rund 10.000 Drucken und Zeichnungen, außerdem Miniaturen, Porzellan, Fayencen, Gläser, Objekte, Bronzen und Militaria. Ein besonderes Schmuckstück der Sammlungen war ein Hausaltar der Prinzessin Zofia Jagiellonka mit Triptychon von 1456.
Trotz des privaten Charakters dieser Bestände waren Bibliothek und Sammlungen im gewissen Maße der Öffentlichkeit – vor allem Wissenschaftlern – zugänglich. Die Finanzierung der Sammlungen und ihres Erhaltes konnte die Familie dank Einkünften aus verschiedenen Mietshäusern leisten.
Nach dem Tod von Konstantin Przeździecki fiel der Besitz an seinen ältesten Sohn Rajnold, der im polnischen Außenministerium als stellvertretender Chef des diplomatischen Protokolls tätig war.

### Krieg und Nachkriegszeit
Bereits kurz nach Kriegsbeginn wurde der Palast im Rahmen des Angriffs auf Warschau am 25. September 1939 von einer Bombe getroffen und brannte aus; dabei wurden auch große Teile der Sammlungen zerstört. Im Frühjahr 1940 konnte der verbliebene Rest der Sammlungsbestände in ein nahegelegenes Mietshaus an der Ulica Szczygla verbracht werden, wo er Wissenschaftlern der Nutzung zugänglich gemacht wurde.
In den Jahren 1951 bis 1953 wurde der Palast nach Entwürfen von Wojciech Onitzch, Marian Sulikowski, M. Filipowicz und Jerzy Stanizkis wiederaufgebaut. Nach der Rekonstruktion präsentiert sich das Gebäude zwar wieder im Stil der Neorenaissance, unterscheidet sich aber dennoch vom ursprünglichen Palast. Auch die Bibliothek wurde im wiedererrichteten Flügel nicht wieder eingerichtet.
Heute gehört das Gebäude dem polnischen Außenministerium, das hier in den 1990er Jahren den Sitz des Diplomatischen Clubs (Klub Dyplomatyczny Ministerstwa Spraw Zagranicznych) eingerichtet hatte. Derzeit wird es als repräsentativer Ort für Empfänge oder andere offizielle Anlässe verwendet.

## Architektur
Das Kerngebäude steht auf einem viereckigen Grundriss und verfügt neben dem Souterrain über zwei Geschosse. Mittig und über den beiden integrierten Portiken mit je vier zierlichen Säulen befindet sich ein Aufbau mit drittem Geschoss, der auf drei Seiten von einer Dachterrasse umgeben wird, die sich ebenfalls auf den nach hinten angebauten, zweigeschossigen ehemaligen Bibliotheksflügel erstreckt. Im Inneren des Bibliothekanbaus befand sich vor dem Krieg ein doppelstöckiger, mit Emporen umgebener Leseraum (siehe Foto).